# Hamilton (Nova Zelândia)
Hamilton (Kirikiriroa em maori) é a quarta maior área urbana da Nova Zelândia e a sétima maior cidade do país, com aproximadamente 185.000 habitantes. Está situada na região de Waikato, na Ilha Norte, cerca de 130 km ao sul de Auckland.

## Atracções

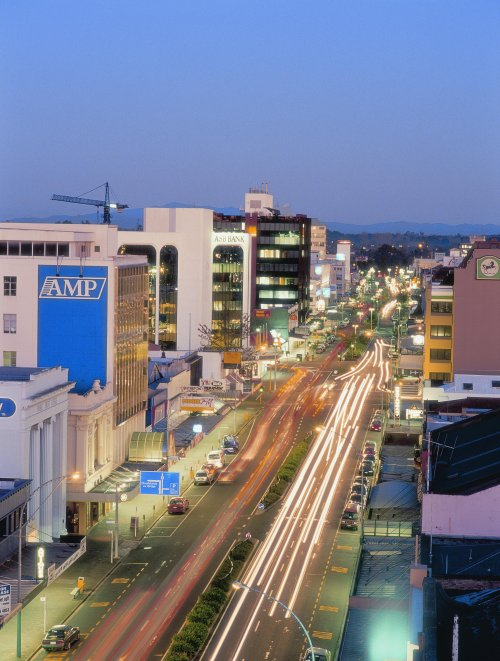
A Victoria Street, no centro de Hamilton.

É conhecida pelos Jardins de Hamilton e por aqui se realizar em Abril um dos maiores festivais de balões no planeta, que atrai milhares de pessoas de todo o mundo. As Cavernas de Waitomo, perto da cidade, são também muito conhecidas.
Outras atracções incluem o Jardim zoológico de Hamilton e o Museu de Waikato.

## Cultura

### Esportes

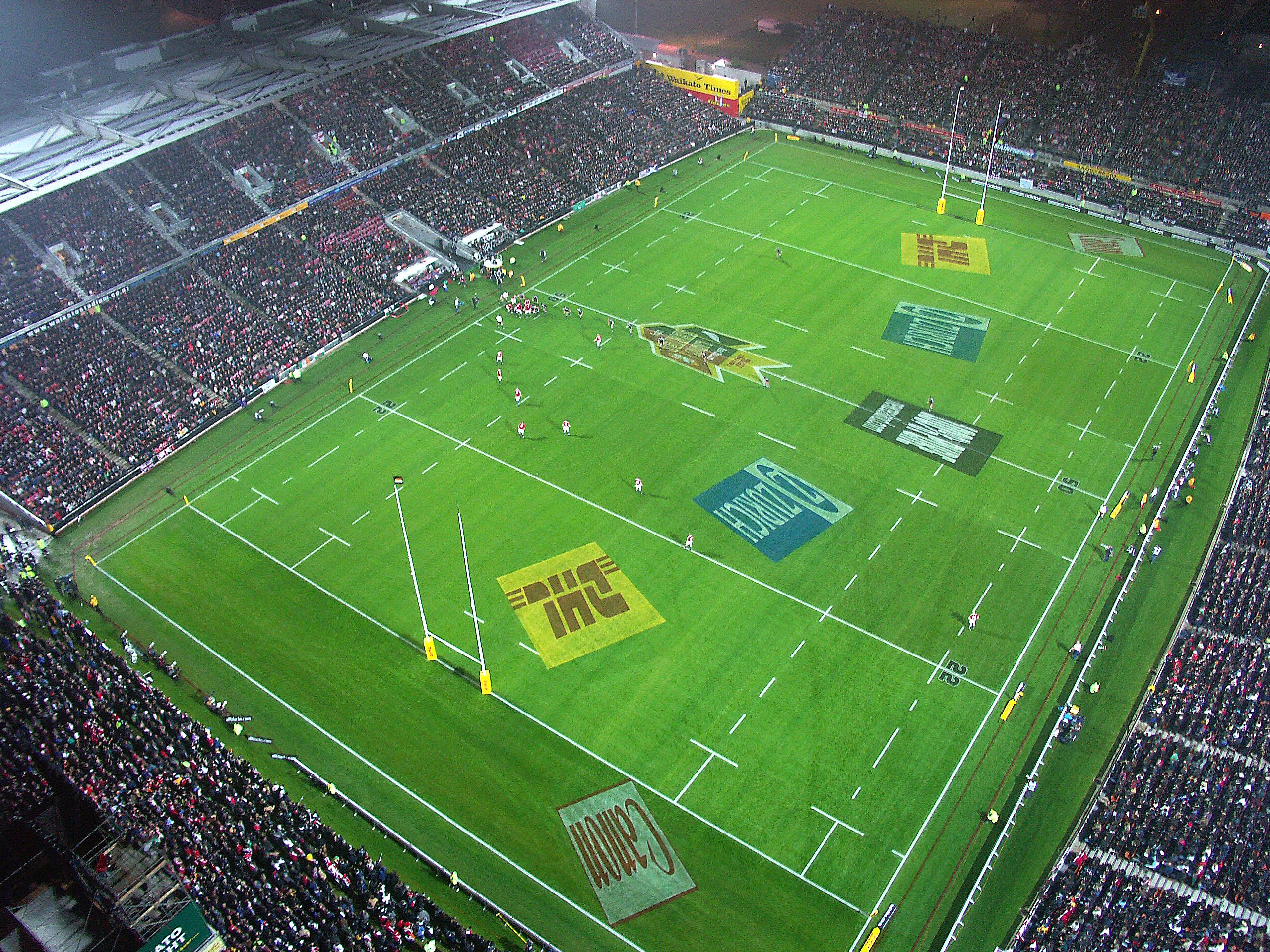
Waikato Stadium.

A cidade é sede do time de rugby Chiefs da liga Super Rugby, o principal estádio da cidade é o Waikato Stadium.

## Galeria

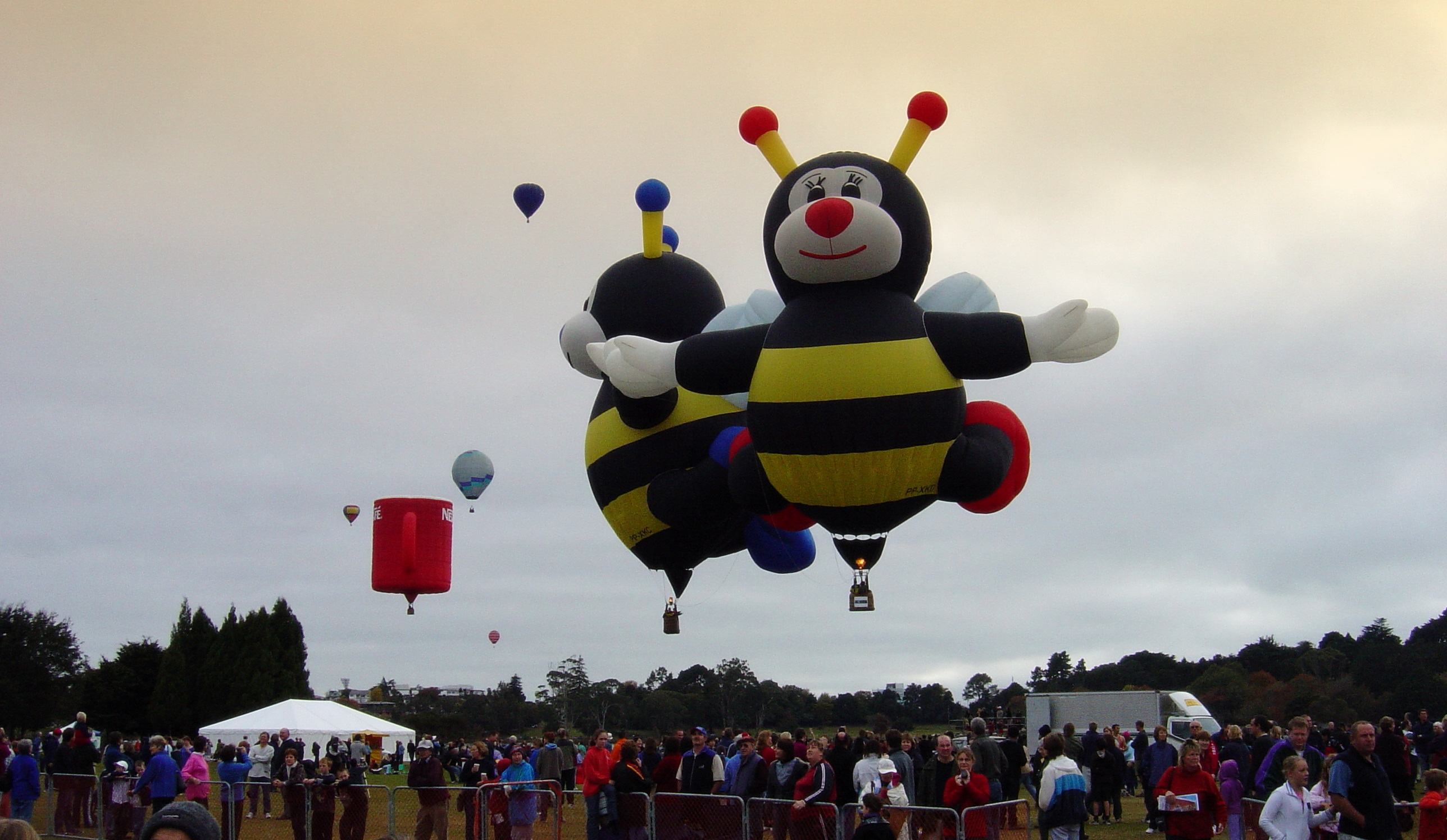
Balões de abelhas.